# Pàixkovo (Lípetsk)
|  | Per a altres significats, vegeu «Pàixkovo». |

Pàixkovo (en rus: Пашково) és un poble de l'óblast de Lípetsk, a Rússia, que el 2018 tenia 455 habitants. Pertany al districte rural d'Úsman.